# صنوبر أرمندي

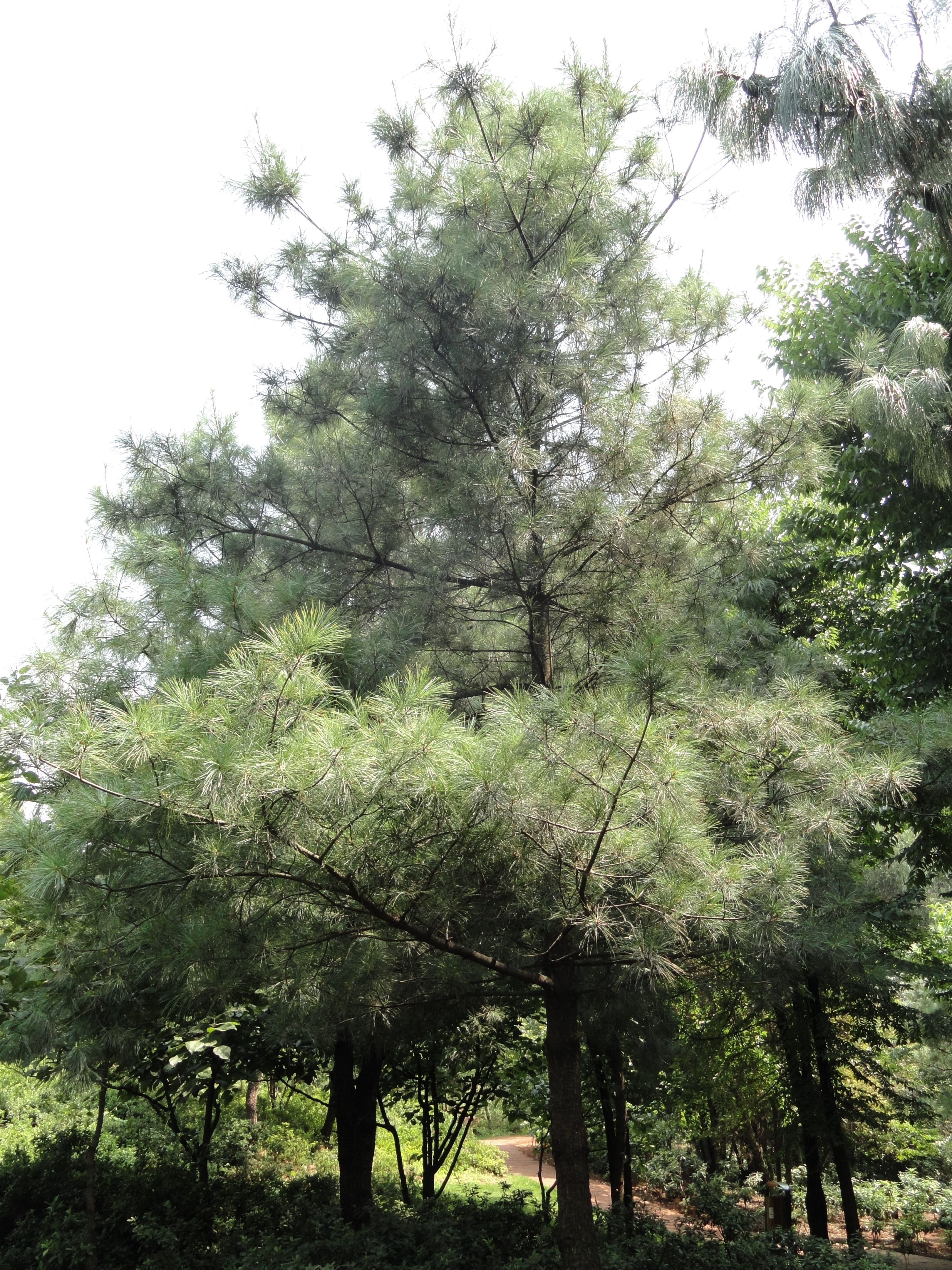

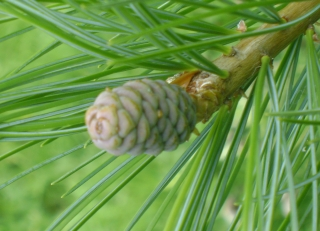

صنوبر أرمندي (الاسم العلمي:Pinus armandii) هي نوع من النباتات يتبع جنس الصنوبر من فصيلة الصنوبرية.